# Нижегородские татары
Нижегородские татары (тат. Нижгар татарлары) — территориальная группа татар, сформировавшаяся на территории современной Нижегородской области. В большинстве своем нижегородские татары представлены субэтнической группой татар-мишар, в быту разговаривают на цокающем сергачском говоре западного диалекта татарского языка.
Татары являются второй по величине этнической группой в области, составляя порядка 1,33% её населения (свыше 44 тысяч чел., 2010).

## История
Существует несколько версий происхождения нижегородских татар как части татарского субэтноса мишар: Буртасская теория, Мещерская теория, Золотоордынская теория, Смешанное происхождение.
Самым древним (без документального подтверждения) на территории Нижегородской области татарским селом, существовавшим до завоевания Россией этих земель, является село Красная Горка (тат. Safazhay, Сафажай), основанное, по данным сафажайских тетрадей, в 1452 г. В 1551 г. основано Рыбушкино. Массовое переселение в этот регион служилых татар из-под Кадома и Темникова и связанное напрямую с этим процессом создание большинства татарских сел относится к рубежу XVI-XVII веков. В этот период строится и заселяется служилыми людьми большая засечная черта через Кадом, Темников и Алатырь до города Тетюши на Волге с целью захвата,  изгнания с этих земель кочевых татар — ногайцев — и последующей колонизации новых плодородных земель. Постепенно строительство засечных черт продолжается далее на юг, отодвигая границу России все дальше от нижегородских земель.
В начале XVIII века служилые татары были переведены в сословие государственных крестьян и положены в подушный оклад.
В XVII-XIX веках происходит постоянный процесс переселения нижегородских татар в восточном направлении на левый берег Волги, в Южный Урал, Западную Сибирь. Переселение было вызвано нехваткой пахотной земли при росте численности населения, строительством и заселением новых засечных черт на левом берегу Волги, а также тяжелой повинностью по заготовке корабельного леса (лашманы) и насильственной христианизацией (деятельность новокрещенской конторы), проводимой Россией в отношении неправославных народов.
В 1788 году по указу Екатерины II в России создается первая официальная мусульманская организация — Оренбургское магометанское духовное собрание. С этого времени нижегородские татары официально регистрируют мечети и медресе в своих селениях.

## Культура
В Нижегородской области действуют ОО «Региональная национально-культурная автономия татар Нижегородской области», ОО «Местная национально-культурная автономия татар г. Нижнего Новгорода „Нур“», ОО «Местная национально-культурная автономия татар г. Дзержинска». В Краснооктябрьском районе издается газета на татарском и русском языке «Сельские вести» («Авылым хәбәрләре»), в Сергачском районе газета «Родной край» («Туган як»), в Нижнем Новгороде выходит журнал «Нижегородские татары», на юго-восток Нижегородской области вещает «Татар радиосы» (Татарское радио) — радиостанция, ведущая вещание на татарском языке. Существует общественная организация «Нижегородский центр татарской культуры „Туган Як“ („Родной край“)», общественное движение «Татарский культурно-просветительный центр г. Н. Новгорода „Якташлар“ („Земляки“)», Федерация татарских национальных видов спорта Нижегородской области, Нижегородское областное татарское общественно-политическое движение «Мишари-Нижгары». В селе Медяна Краснооктябрьского района в цокольном этаже мечети «Рашида» открыт религиозный музей истории нижегородских татар-мишар. В Нижнем Новгороде и Дзержинске, а также во многих селах ежегодно проводится татарский национальный праздник — сабантуй.

## Расселение и численность
Численность нижегородских татар на протяжении всего XX века постоянно снижается. Это вызвано процессами массовой эмиграции сельского татарского населения в крупные города — урбанизацией, прежде всего в Москву.
| Национальность | Численность | Численность | Численность | Численность | Численность | Численность | Численность | Численность |
| Национальность | 1926 год    | 1939 год    | 1959 год    | 1970 год    | 1979 год    | 1989 год    | 2002 год    | 2010 год    |
| -------------- | ----------- | ----------- | ----------- | ----------- | ----------- | ----------- | ----------- | ----------- |
| Татары         | 79 897      | 88 241      | 66 996      | 71 794      | 68 632      | 58 603      | 50 609      | 44 103      |

Татары в Нижегородской области проживают в основном в Нижнем Новгороде, Дзержинске и компактно в татарских селах на юго-востоке области в Краснооктябрьском, Пильнинском, Сергачском, Спасском, Княгининском и Сеченовском районах.

### Распределение татар по районам / городским округам
| Район (городской округ)      | Численность | % от населения района/городского округа | % от общей численности татар в области |
| ---------------------------- | ----------- | --------------------------------------- | -------------------------------------- |
| Нижний Новгород              | 13.042      | 1,04 %                                  | 29,57 %                                |
| Арзамас                      | 235         | 0,22 %                                  | 0,53 %                                 |
| Бор                          | 750         | 0,62 %                                  | 1,7 %                                  |
| Дзержинск                    | 6.446       | 2,56 %                                  | 14,61 %                                |
| Выкса                        | 151         | 0,17 %                                  | 0,34 %                                 |
| Первомайск                   | 656         | 3,2 %                                   | 1,48 %                                 |
| Саров                        | 581         | 0,63 %                                  | 1,31 %                                 |
| Семенов                      | 108         | 0,22 %                                  | 0,24 %                                 |
| Шахунья                      | 392         | 0,98 %                                  | 0,88 %                                 |
| Ардатовский район            | 33          | 0,12 %                                  | 0,07 %                                 |
| Арзамасский район            | 52          | 0,12 %                                  | 0,12 %                                 |
| Балахнинский район           | 457         | 0,58 %                                  | 1,03 %                                 |
| Богородский район            | 333         | 0,5 %                                   | 0,75 %                                 |
| Большеболдинский район       | 36          | 0,3 %                                   | 0,08 %                                 |
| Большемурашкинский район     | 22          | 0,2 %                                   | 0,05 %                                 |
| Бутурлинский район           | 43          | 0,3 %                                   | 0,1 %                                  |
| Вадский район                | 38          | 0,24 %                                  | 0,08 %                                 |
| Варнавинский район           | 55          | 0,41 %                                  | 0,12 %                                 |
| Вачский район                | 20          | 0,1 %                                   | 0,04 %                                 |
| Ветлужский район             | 24          | 0,14 %                                  | 0,05 %                                 |
| Вознесенский район           | 35          | 0,2 %                                   | 0,08 %                                 |
| Володарский район            | 637         | 1,08 %                                  | 1,44 %                                 |
| Воротынский район            | 30          | 0,15 %                                  | 0,06 %                                 |
| Воскресенский район          | 21          | 0,09 %                                  | 0,05 %                                 |
| Гагинский район              | 19          | 0,15 %                                  | 0,04 %                                 |
| Городецкий район             | 223         | 0,24 %                                  | 0,5 %                                  |
| Дальнеконстантиновский район | 37          | 0,15 %                                  | 0,07 %                                 |
| Дивеевский район             | 57          | 0,34 %                                  | 0,13 %                                 |
| Княгининский район           | 318         | 2,66 %                                  | 0,72 %                                 |
| Ковернинский район           | 12          | 0,06 %                                  | 0,03 %                                 |
| Краснобаковский район        | 117         | 0,78 %                                  | 0,26 %                                 |
| Краснооктябрьский район      | 8.018       | 68,36 %                                 | 18,18 %                                |
| Кстовский район              | 747         | 0,66 %                                  | 1,69 %                                 |
| Кулебакский район            | 52          | 0,09 %                                  | 0,11 %                                 |
| Лукояновский район           | 78          | 0,24 %                                  | 0,17 %                                 |
| Лысковский район             | 71          | 0,17 %                                  | 0,16 %                                 |
| Навашинский район            | 21          | 0,08 %                                  | 0,04 %                                 |
| Павловский район             | 86          | 0,08 %                                  | 0,19 %                                 |
| Перевозский район            | 109         | 0,66 %                                  | 0,24 %                                 |
| Пильнинский район            | 4.025       | 18,33 %                                 | 9,12 %                                 |
| Починковский район           | 59          | 0,19 %                                  | 0,13 %                                 |
| Сергачский район             | 3.122       | 9,97 %                                  | 7,07 %                                 |
| Сеченовский район            | 348         | 2,25 %                                  | 0,79 %                                 |
| Сокольский район             | 13          | 0,09 %                                  | 0,03 %                                 |
| Сосновский район             | 8           | 0,04 %                                  | 0,02 %                                 |
| Спасский район               | 2.009       | 18,26 %                                 | 4,55 %                                 |
| Тонкинский район             | 5           | 0,05 %                                  | 0,01 %                                 |
| Тоншаевский район            | 158         | 0,78 %                                  | 0,36 %                                 |
| Уренский район               | 20          | 0,06 %                                  | 0,04 %                                 |
| Чкаловский район             | 29          | 0,13 %                                  | 0,06 %                                 |
| Шарангский район             | 11          | 0,08 %                                  | 0,02 %                                 |
| Шатковский район             | 60          | 0,22 %                                  | 0,14 %                                 |